# Бендрик Микола Кузьмович
 Бендрик Микола Кузьмич (26 квітня, 1914— 17 лютого1994) — радянський художник, графік. Заслужений художник УРСР.

## Життєпис
Народився в селі Ольгінка, Волновахський район. Родина перебралася в Маріуполь. Батько, Кузьма Михайлович працював на заводі імені Ілліча. Він теж почав працювати на заводі слюсарем-лекальщиком в механічному цеху. Але мав хист до малювання. Цікавість до малювання підігрівало і навчання старшого брата Григорія в Київському художньому інституті.
Хист молодого Миколи Бендрика до малювання на заводі використовували для оздоблення наочної агітації, демонстрацій трудящих, радянських мітингів тощо. Згодом Микола Бендрик отримав від комітету комсомолу путівку на навчання в Ленінград в художній інститут.

## Навчання
Микола Бендрик добре склав іспити і став студентом інституту Пролетарського образотворчого мистецтва. Його вчителі в інституті -
- В. Яковлев
- І. Шухмін
- І. Бродський
- П. Уткін
- К. Рудаков

За участь у 1-й обласній виставці художників Донбасу і створення низки портретів робітників маріупольського заводу імені Ілліча Микола Бендрик отримав стипендію імені Куїнджі. Успіхи в навчанні звернули на нього увагу і колег по мистецькому цеху. Миколу Бендрика, що не закінчив ще офіційного навчання в інституті, запросили на працю зі створення панорами " Співдружність народів СРСР ", що призначалася для павільйону СРСР на Міжнародній виставці у місті Нью-Йорк.

## Неприємна несподіванка
Практична праця над державною замовою суттєво відволікла Миколу Бендрика від навчальних планів. Наслідком було значне запізнення з дипломною роботою. * У 1939 році радянське керівництво інституту використало привід для відсторонення студента від навчання без диплому.

## Війна і повоєнний період
В роки вітчизняної війни 1941–1945 рр. воював під містом Києвом, а згодом у партизанському загоні імені М. Кутузова під керівництвом Героя Радянського Союзу Г. Артозеєва та в Білорусі. Його хист до малювання використовували для випуску бойових листівок, плакатів, агітаційних вікон антифашистського спрямування. Робив він і замальовки портретів вояків.
В повоєнний період екстерном здав іспити і отримав диплом художника. Працював викладачем у художньому училищі, а згодом у Львівському інституті декоративно-ужиткового мистецтва.
- З 1956 року — працював в місті Маріуполь.
- В 1994 р. — помер.

За заповітом, більша частина творчого надбання художника (олійний живопис, графіка — акварель, олівець, соус, сангіна) передана в місцевий краєзнавчий музей і експонується в Художньому музеї імені Куїнджі.

## Виставки
- 1935 р. — 1-ша обласна виставка художників Донбасу;
- 1935 р. — Всесоюзна художня виставка «Індустрія соціалізму»;
- 1-а Всесоюзна сільськогосподарська виставка в Москві;
- 1974–1975 рр. — пересувна виставка на турбоходах «Сергей Боткин» та «Ромны» (Латтакія — Бейрут — Марсель — Венеція);
- 1975 рік — виставка в музеї образотворчих мистецтв у місті Александрія (Арабська республіка Єгипет).

## Вибрані твори
- «Стара вчителька»
- «Натюрморт з лимоном»
- «Портрет І. Шашкіна»
- «Портрет В. Васильєва»
- «Портрет М. Пузирьова»
- «Сталь соціализму»
- «Автопортрет» (різні варіанти)
- «В. Ленін спілкується з селянами»
- «Сількори в редакції газети „Правда“»
- «Заручники»
- «Фашизм»
- «Комісар партизанського загону Юхим Мельник»
- «Партизан Грач»
- «Партизан Одейник»
- «Портрет Героя Радянського Союзу Покришкіна»
- «Перша маївка на річці Кальчик. 1903 рік.» (історичний жанр)
- «Перша листівка на заводі Нікополь Провіданс» (історичний жанр)
- «Забастовка на залізничній станції. Маріуполь. 1905 рік.» (історичний жанр)
- «В.Варганов — голова Маріупольського комітету РСДРП (б)»